# 니세토 알칼라사모라
니세토 알칼라사모라 이 토레스(Niceto Alcalá-Zamora y Torres, 1877년 7월 6일 ~ 1949년 2월 18일)는 스페인의 변호사이자 정치인으로, 1931년 3월~10월,짧은 기간 동안 공화국 임시정부 대통령을 지냈으며, 1931년부터 1936년까지는 스페인 제2공화국의 초대 대통령을 지냈다.
스페인의 프리에고데코르도바 (Priego de Cordoba) 태생으로, 대통령 이전에는 코르테스 (의회) 의원, 1917년 건설부 장관, 1922년 육군부 장관을 지낸 바 있으며, 1923년 미겔 프리모 데 리베라의 쿠데타로 육군부 장관에서 물러났다.
1930년 권위주의 체제를 유지하고 왕권 보호하기 위해서 미겔 프리모 데 리베라의 독재를 승인한 왕 알폰소 13세의 퇴위를 요하는 산 세바스티안 협약 (Pact of San Sebastián) 을 체결하였다. 알폰소 13세의 퇴임 후, 1931년 총리가 되었으나 반교권주의를 이유로 물러났고, 그럼에도 불구하고 같은 해 스페인 제2공화국의 초대 대통령에 당선되었다.
1936년 인민 전선에게 패해 대통령에서 퇴임한 이후 프랑스로 갔다가, 아르헨티나로 망명해 1949년 부에노스아이레스에서 사망하였다. 그의 시신은 1979년 스페인으로 돌아왔으며, 마드리드의 세멘테리오 데라 알무데나 (Cementerio de la Almudena) 에 매장되었다.